# Dioptrija
Dioptrija (tudi lomnost , oznaka D) je merska enota (oznaka dpt) za merjenje optične moči leč in ukrivljenih zrcal. Dioptrija je enaka obratni vrednosti goriščne razdalje v metrih. Enota za merjenje velikosti dioptrije je obratna vrednost dolžine. V sistemu SI se lahko zapiše:
{\displaystyle 1\ \mathrm {dpt} =1\ \mathrm {m^{-1}} \!\,.}
Čeprav meter spada v sistem enot SI, se dioptrije ne prišteva med enote sistema SI. Zaradi tega tudi ni mednarodno priznane okrajšave za enoto. 
Ista enota (dioptrija) se uporablja še za druge obratne vrednosti razdalje. Zgleda: polmer ukrivljenosti in vergenca optičnih žarkov.  
Ena izmed koristi uporabe optične moči za leče je v tem, da se za kombinacijo zelo tankih leč, ki se jih združi v skupino, optične moči približno seštevajo. Tako se za tanko lečo, z dioptrijo 2, ki se jo da blizu tanke leče z dioptrijo 0,5, dobi skupino z dioptrijo približno 2,5. 

## Dioptrija leč
Zbiralne leče imajo pozitivno goriščno razdaljo, razpršilne leče pa negativno. 
Če je {\displaystyle f} goriščna razdalja leče v metrih, potem se lahko dioptrijo zapiše kot:
{\displaystyle D={\frac {1}{f}}\!\,,}
kjer je:
- {\displaystyle D} dioptrija leče
- {\displaystyle f} goriščna razdalja leče

Za lečo velja:
{\displaystyle D={\frac {1}{f}}=\left(n-1\right)\left({\frac {1}{R_{1}}}+{\frac {1}{R_{2}}}\right)\!\,,}
kjer je:
- {\displaystyle f} goriščna razdalja
- {\displaystyle n} lomni količnik
- {\displaystyle R_{1}}  krivinski polmer prve površine leče
- {\displaystyle R_{2}}  krivinski polmer druge površine leče
- {\displaystyle D} dioptrija leče

Dioptrija se lahko obravnava s pomočjo ukrivljenosti ploskve {\displaystyle C\,} tako, da je za lomni količnik {\displaystyle n\,}, dioptrija enaka:
{\displaystyle D=\left(n-1\right)\cdot {C}\!\,.}